# Genyorchis sanfordii
Espèce
Genyorchis sanfordii Szlach. & Olszewski est une espèce de plantes à fleurs de la famille des Orchidaceae (les orchidées) et du genre Genyorchis, présente en Afrique centrale.

## Étymologie
Son épithète spécifique sanfordii rend hommage au botaniste William W. Sanford qui a beaucoup contribué à des recherches sur les plantes au Cameroun et au Nigeria.

## Description
C'est une herbe épiphyte.

## Distribution
Relativement rare, l'espèce a été récoltée sur deux sites au Cameroun (Région de l'Est), également en Guinée équatoriale (Région continentale), au Gabon et peut-être en République du Congo.